# Glaserberg
 (novembre 2013).
Le Glaserberg est une montagne située dans le Jura alsacien, au sud du Sundgau, près de la frontière avec la Suisse.

## Géographie
Culminant à 816 mètres d'altitude et situé dans le Jura alsacien, le Glaserberg est orienté direction est-ouest. Son versant septentrional est constitué par l'anticlinal de Ferrette et du Landskron, dont les sommets calcaires portent les châteaux de Ferrette et du Landskron. Son versant méridional est constitué par l'anticlinal du Blochmont qui se prolonge en Suisse par la chaîne du Blauen. Entre les deux se trouve le synclinal à fond plat de la principale rivière, l'Ill, qui prend sa source sur le flanc nord du Glaserberg, à Winkel. La ligne de crête de la montagne du Glaserberg est caractérisée par trois sommets : le sommet du Glaserberg (816 m) situé à l'ouest, le signal du Glaserberg (788 m) et un sommet sans nom, situé à son extrémité orientale (790 m). Au nord se trouvent les sources de l'Ill et de la Largue. À l'ouest, vers l'anticlinal, côté suisse, s'élève le mont Perrou (765 m), tandis que le Blauenberg (678 m), le Naegeliberg (707 m) et le Raemelsberg (831 m) se situent à l'est. Sur le Glaserberg se trouvent les villes et villages de Ligsdorf, Raedersdorf, Lutter, Lucelle et Kiffis.